# Мокре (Підляське воєводство)
Мокре (пол. Mokre) — село в Польщі, у гміні Більськ-Підляський Більського повіту Підляського воєводства. Населення — 74 особи (2011).

## Історія
Вперше згадується 1577 року.
У 1975—1998 роках село належало до Білостоцького воєводства.

## Демографія
Демографічна структура станом на 31 березня 2011 року:
|          | Загалом | Допрацездатний вік | Працездатний вік | Постпрацездатний вік |
| -------- | ------- | ------------------ | ---------------- | -------------------- |
| Чоловіки | 35      | 1                  | 18               | 16                   |
| Жінки    | 39      | 1                  | 5                | 33                   |
| Разом    | 74      | 2                  | 23               | 49                   |